# Avilly-Saint-Léonard
Avilly-Saint-Léonard är en kommun i departementet Oise i regionen Hauts-de-France i norra Frankrike. Kommunen ligger i kantonen Senlis som tillhör arrondissementet Senlis. År 2022 hade Avilly-Saint-Léonard 866 invånare.

## Befolkningsutveckling
Antalet invånare i kommunen Avilly-Saint-Léonard
| Referens: INSEE |